# Holmer and Shelwick
Holmer and Shelwick est une paroisse civile du Herefordshire, en Angleterre.